# Хайнрих I (Цвайбрюкен)
Вижте пояснителната страница за други личности с името Хайнрих I.
Хайнрих I фон Цвайбрюкен (на немски: Heinrich I von Zweibrücken; * ок. 1169 в Саарбрюкен; † 1228) от род Валрамиди e основател на графство Цвайбрюкен и първият граф на Цвайбрюкен от 1182 до 1237 г.

## Произход и наследство
Той е вторият син на граф Симон I († сл. 1183), граф на Саарбрюкен и съпругата му Мехтилд фон Спонхайм († ок. 1127), вероятно дъщеря на граф Мегинхард фон Спонхайм.
Хайнрих I получава източните територии от собствеността на баща си със замък Цвайбрюкен, а по-големият му брат Симон († сл. 1207) e граф на Саарбрюкен.
Хайнрих е споменат за пръв път през 1196 г. в един договор с император Хайнрих VI, в който той дава правата на наследения му фогтай Дирмщайн на империята. През 1224 г. той придружава крал Хайнрих VII до Тул за преговорите с френския крал Луи VIII.

## Фамилия
Хайнрих I се жени за Хедвиг от Лотарингия-Бич (* ок. 1173; † сл. 1228), дъщеря на херцог Фридрих I от Лотарингия († 1207) и Людмила от Полша († 1223). Те имат децата:
- Агнес († сл. 1261), омъжена за граф Лудвиг III фон Сарверден († сл. 1246)
- Хайнрих II, граф на Цвайбрюкен (1237 до 1281).
- Юта († сл. 1275), омъжена за граф Дитрих фон Изенбург-Браунсберг (1211 – 1254)
- дъщеря († 31 декември 1259), омъжена за Фридрих I фон Райфершайд-Бедбург († сл. 1250), господар на Бедбург, син на Герхард фон Райфершайд († сл. 1198)